# History of the other side
History of The Other Side —en español: «Historia del otro lado»— es el primer álbum en DVD de la banda japonesa Versailles, es una colección de varios vídeos del periodo indie de la banda, incluyendo vídeos musicales, clips comerciales, presentaciones en vivo del tour realizado el verano de 2007, entrevistas y un documental completo de los primeros dos años de la banda.
Alcanzó el número # 16 en las listas del Oricon Style Weekly Music DVD Chart.

## Contenido

### DVD 1
| Live clip |                             |        |            |          |  |
| N.º       | Título                      | Letras | Música     | Duración |  |
| 1.        | «The Revenant Choir»        | Kamijo | Versailles | 5:02     |  |
| 2.        | «Shout & Bites»             | Kamijo | Kamijo     | 4:14     |  |
| 3.        | «Beast of Desire»           | Kamijo | Hizaki     | 4:34     |  |
| 4.        | «Forbidden gate»            | Kamijo | Hizaki     | 4:36     |  |
| 5.        | «The Red Carpet Day»        | Kamijo | Versailles | 4:11     |  |
| 6.        | «Aristocrat's Symphony»     | Kamijo | Kamijo     | 5:15     |  |
| 7.        | «zombie»                    | Kamijo | Teru       | 4:06     |  |
| 8.        | «After Cloudia»             | Kamijo | Hizaki     | 5:11     |  |
| 9.        | «History of the Other Side» | Kamijo | Hizaki     | 4:32     |  |

| Music clip |                                         |        |            |          |  |
| N.º        | Título                                  | Letras | Música     | Duración |  |
| 1.         | «The Revenant Choir» (Vídeo musical)    | Kamijo | Versailles |          |  |
| 2.         | «Shout & Bites» (Vídeo musical)         | Kamijo | Kamijo     |          |  |
| 3.         | «Aristocrat's Symphony» (Vídeo musical) | Kamijo | Kamijo     |          |  |

### DVD 2
| History of Versailles | |          |  |
| N.º                   | Título | Duración |  |
| 1.                    | «2007/6/23 Meguro Rokumeikan male-limited showcase ( 2007年6月23日 目黒鹿鳴館 男性限定ショーケース?)»                                                           |          |  |
| 2.                    | «2007/6/24 Ebisu LIQUID ROOM Versailles 1st Live (2007年6月24日 恵比寿LIQUID ROOM Versailles 1st Live?)»                                                        |          |  |
| 3.                    | «2007/8/30 Shibuya O-EAST "The Red Carpet Day" (2007年8月30日 渋谷O-EAST「The Red Carpet Day」?)»                                                               |          |  |
| 4.                    | «Autumn 2007 National Tour "Nihon Tanbi Kakumei" -excerpts from the limited DVD Urakizoku- (2007年秋 全国ツアー「日本耽美革命」 (限定DVD「裏貴族」より抜粋) ?)» |          |  |
| 5.                    | «Calendar photographing footage (カレンダー撮影風景?)» |          |  |
| 6.                    | «Spring 2008 First Europe Tour "Oushuu Tanbi Kakumei" (2008年春 初のヨーロッパツアー「欧州耽美革命」?)»                                                         |          |  |
| 7.                    | «2008/5/06 Daikanyama UNIT "Bara no Matsuei" First Oneman (2008年5月6日 代官山UNIT「薔薇の末裔」 初ワンマン?)»                                                  |          |  |
| 8.                    | «2008/5/29~6/3 America Dallas~Hollywood (2008年5月29日～6月3日 アメリカ ダラス～ハリウッド?)»                                                                   |          |  |
| 9.                    | «2008/6/22 Meguro Rokumeikan male-limited live "Barazoku Shuukai" (2008年6月22日 目黒鹿鳴館 男性限定ライブ「薔薇族集会」?)»                                     |          |  |
| 10.                   | «Summer 2008 ~Photobook photographing footage~ (2008年夏 ～写真集撮影風景～?)»                                                                                  |          |  |
| 11.                   | «October 2008 America Washington D.C. ~ New York (2008年10月 アメリカ ワシントンD.C.～ニューヨーク?)»                                                           |          |  |
| 12.                   | «Autumn 2008 National Tour "-TOUR 08 CHATEAU DE VERSAILLES-" (2008年秋 全国ツアー「-TOUR 08 CHATEAU DE VERSAILLES-」?)»                                         |          |  |

| Interview |               |          |  |
| N.º       | Título        | Duración |  |
| 1.        | «Yuki»        |          |  |
| 2.        | «Jasmine You» |          |  |
| 3.        | «Teru»        |          |  |
| 4.        | «Hizaki»      |          |  |
| 5.        | «Kamijo»      |          |  |